# Lioptilodes doeri
Lioptilodes doeri là một loài bướm đêm thuộc chi Lioptilodes, có ở Argentina, Brasil, và Peru. Loài bướm này bay vào tháng 8 và tháng 10, và có sải cánh khoảng 22-23 milimét.